# 皇帝聖印戰記
《皇帝聖印戰記》（日語：グランクレスト戦記）是一部由日本作家水野良所撰寫的輕小說作品，由深遊負責插畫。小說於富士見書房的富士見Fantasia文庫出版。
2016年，在「Fantasia文庫大感謝祭2016」上公佈本作動畫化的消息，其後於2017年5月表示本作動畫將於2018年1月5日起東京都會電視台、日本BS放送等電視台播放。

## 故事簡介
“我与骑士提欧的圣印立下契约，并宣誓永远的忠诚”孤高魔法师希露卡与流浪骑士提欧。
两人交换的主从之誓，会为混沌与战乱的大陆带来变革之风吗？混沌支配了一切的大陆，阿托拉丹。
人们因混沌所产生的灾害而胆怯，并被拥有镇压混沌之力“圣印”的君主所守护着。
但不知何时起君主们舍弃了“守护人们”这一理念，开始了互相争夺圣印和领土的战乱。
在此之中，蔑视那些无理念君主的孤高魔法师希露卡，与为了将故乡从苛政中解放而持续修炼之旅的流浪骑士提欧相遇了。
在接触了提欧理想的希露卡那强硬的策略下，缔结了主从契约的两人，为战乱席卷的大陆带来变革。
围绕秩序的结晶“皇帝圣印”展开的战记幻想剧，开幕！

## 登場人物

### 主要人物
提歐·柯涅洛（聲：熊谷健太郎）
本作男主角，為了解放受苛政所苦的家鄉（西斯迪納）而持續修練武藝的騎士。能夠僅憑自身之力將混沌轉化為聖印，潛在能力很高。善於收服民心，被米爾札評斷具有煽動人心的力量。第一卷末，提歐以成為維拉爾的附庸為條件保護自己與希露卡的契約關係，放棄成為賽維斯王，將子爵爵位以及領地轉讓給拉席克。隱約查覺到希露卡的情意及自己的內心想法，於動畫第9話於樹洞躲雨時說出「因為妳對我而言很重要」並擁抱著希露卡，在希露卡的疑問下，一副懊惱的表情「真的要我說到那個地步嗎？妳真的是魔女阿…」，向其告白並吻了希露卡2次。
希露卡·梅連提絲（聲：鬼頭明里）
本作女主角，天才魔法師，喜欢提歐。修畢魔法大學的多數課程（六色魔法），在研修紫色創造魔法學系前被維拉爾相中，希望可以成為自己的契約魔法師，再前往奧圖克前遭遇襲擊，被路過的提歐擋下，並半強迫提歐成為自己的契約君主。大聖堂慘劇中唯一察覺變異者，欲阻止異變時被艾文擋下，眼睜睜看著兩位君主死於惡魔之手。在小說第四卷（動畫則是第九話）中與提歐相互傾訴心意後並吻了他。
愛雪拉（聲：上田麗奈）
一位戰鬥技術高超的邪紋使，非常喜歡及寵溺希露卡（像是姊姊一般），並與希露卡締結契約的提歐一見面時就說出「不要以為自己是君主就可以（對希露卡）做下流的事情，若對希露卡做出什麼事情就等著被我收拾」。似乎與黑魔女雅娜（動畫第4、5及第13話出現）有所關係。
艾文（聲：中村悠一）
邪紋使。
本為克萊榭家的侍者，在「大聖堂慘劇」發生前曾經架住打算阻止渾沌聚集的希露卡（以為只是在阻撓婚禮進行）。在教堂大慘劇發生後因未能阻止其憾事發生，辭去克萊榭家的職務，並單方面向希露卡宣示忠誠及表明自願當其侍者。
普莉希拉（聲：高森奈津美）
聖印教會的祭司。可以透過聖印治療人體，此聖印對邪紋使可造成極大痛苦，對混沌所形成的魔物也有驅逐效果。極其希望提歐將自己聖印交與聖印教會。最后被教皇所杀。

### 幻想詩聯合陣營
維拉爾·康士坦斯（聲：櫻井孝宏）
奧圖克伯爵，劍術高超，善於兵法，生活有一套自己的美學觀念。因只與女魔法師締結契約，被魔法大學的女學生稱為「好色伯爵」（因其統治領地居民相信魔女傳說，為使居民安心才僅與女魔法師締結契約，為了其魔法師的幸福，女魔法師若滿25即解除其契約，可以自由戀愛並誕生下子嗣），但實際上是一位極為保護女性的紳士。對愛情持保留態度，臨死之際回應了前契約魔法師瑪格麗特的愛情，在奮勇殺敵後壯烈犧牲。死前張開雙手擁抱表妹瑪麗娜·克萊榭並期望他能相信著自己的道路走下去，並期望著瑪麗娜能與阿蕾克西斯相守。
瑪格麗特·奧迪斯（聲：甲斐田裕子）
為奧圖克伯爵契約魔法師，仰慕著維拉爾，善用火系魔法。於25歲之際被解除其契約並向其傾訴愛意，遂返回故鄉達塔尼亞，知曉米爾札欲出兵協助同盟國及全族人因反對米爾札而被殺害，逃出達塔尼亞並告知維拉爾，與維拉爾並肩作戰，於最後以自殺式魔法（自爆）殲滅許多敵人，於維拉爾面前化為灰燼消逝。
拉席克·達彼多（聲：日野聰）
優秀的領導者，善於打仗，天性樂觀。在第一卷敗給提歐之後要求成為其附庸，極為尊敬提歐，認為他是最適合的領導者。第五卷時出任奧圖克條約的盟主，並在眾君主的面前做出承諾只是暫時擔任盟主，若提歐在一年內解放西詩提那就會將聖印獻給他，並且請他擔任盟主。
莫雷諾·多爾忒斯（聲：松岡禎丞）
拉席克的契約魔法師，個性輕浮，但思慮縝密，善於計策及透明魔法。將希露卡視為競爭對手，希望輔佐拉席克成為超越提歐的君王。
阿雷克西斯·德賽（聲：井口祐一）
幻想詩聯邦大公席貝斯托·德賽的兒子。
在與瑪麗娜結婚當日，因惡魔領主突然出現並同時擊殺同盟及聯邦的兩位大公，令婚禮被迫取消。其後繼承父親的領地，成為領主，更被聯邦內的君主們推舉為新一任的聯邦領導者。至今依然愛著瑪麗娜。

### 同盟陣營
瑪麗娜·克萊榭（聲：茅野愛衣）
大工房同盟大公馬帝亞斯·克萊榭的女兒。
在與阿雷克西斯結婚當日，因惡魔領主突然出現並同時擊殺同盟及聯邦的兩位大公，令婚禮被迫取消。其後繼承父親的領地，成為領主，更被同盟內的君主們推舉為新一任的同盟領導者。第九話中向米爾札提出同盟，接受米爾札“今晚成為我的人”的條件，但回道：“就算把身體獻給你，我也不會成為你的人。”
米爾札·庫雀司（聲：羽多野涉）
小型大陸達塔尼亞的太子，劍術高超，曾遊歷各國。對提歐有莫名的敵意，說出「沒有野心的人（弱小的人）就不該佔著君主之位」並將其殺害。向提出同盟的瑪莉娜要求「今晚成為我的人」為契約條件，協助瑪麗娜攻下獨角獸城及攻破諸多同盟國領地。殺害所有反對的人及族群（包含反對出兵援助同盟國的在位者其父親）。小型大陸達塔尼亞原為中立國，後因契約加入同盟陣營。

### 無陣營
原為幻想聯合陣營。
貝德里克·羅西尼（聲：松山鷹志）
西斯迪納君主，放任渾沌於領地為阻止村與村之間聯繫，且克以平民重稅，若不交出稅金、糧食則會被施以暴行，若反抗或阻止兵對徵收者當眾處刑，若願意歸順且奉承、出賣自己同胞者可得寵，從中獲取金錢或是地位，統治手法極其殘暴。在聯合會議前夕舞會中知曉提歐·柯涅洛時一度憤怒，並稱柯涅洛是英雄的名字，勸提歐改名未果，當日深夜提歐於阿雷克西斯會面回準備離開回城時，遭其貝德里克派出暗殺者攻擊，目的奪取性命未果。後因欲暗殺阿蕾克西斯殿下之罪名遭聯合國除名。
多尼·羅西尼（聲：千葉一伸）
羅西尼家族長男，一頭中長金髮後梳，個性衝動莽撞，對自己實力有自信，為么弟薩爾瓦多報仇未果，戰死。
朱澤爾·羅西尼（聲：岩瀨周平）
羅西尼家族次男，一頭短黑髮，個性沉穩理性。薩爾瓦多及多尼戰敗後其父親貝德里克命令逃離，拒絕父親勸逃後接下其爵位及聖印，與提歐談判，後歸屬於提歐，羅西尼家唯一生存者。
薩爾瓦多·羅西尼（聲：保志總一朗）
羅西尼家族幺男，一頭黑長髮，個性自大且沉溺玩樂及女色，看中黑魔女雅娜並將其招進宅邸招待。與提歐一戰中，因村民們起義而慌亂，遂於戰鬥中逃跑未果，死於提歐父親墓前。
波魯西（聲：箭內仁）
邪紋使。為薩爾瓦多所僱，於薩爾瓦多戰死後持續執行命令「殺了提歐及身旁邪紋使」，於艾文對決中死亡。

### 黑魔女一族
擁有召喚惡魔的能力。
雅娜（聲：日笠陽子）
黑魔女後裔，極其瘋狂，原為吸血鬼王招來的客人，為使世界秩序混亂作惡，看不慣狼人族族長希望和平遂綁架艾瑪及露娜，被克拉拉抓傷左大腿。逃至西斯迪納被薩爾瓦多看上並邀請至宅內“同歡同樂”。與薩爾瓦多於餐廳用餐時和為了解放西斯迪納的提歐一行人於餐館遇見，並請求薩爾瓦多殺了一行人遂未果。提歐討罰多尼時引開露娜及艾瑪，召喚出惡魔與其對抗，在艾瑪與露娜合作下被狼爪抓傷逃跑，倒在斷層上時欲拉人一同陪葬，將黑魔法纏繞於掃帚上形成巨大攻擊型魔法向提歐及希露卡射出，被希露卡阻止，並被魔術師協會以涉及大聖堂慘劇主使者施以死刑（綁在木樁上用火燒死），以自身靈魂作為代價招喚出於大聖堂慘劇現場出現的惡魔「迪蒙路德·莉莉絲」砍下自身頭顱，其身軀與頭顱被其惡魔帶走。死前「大家都隨意地利用我之後就拋棄我」，似乎與大聖堂慘劇及幕後陰謀有所關連且被利用。

### 白魔女一族
於奧圖克領土上不依靠黑暗魔法的魔女，康斯坦丁家族施予寬厚的對待。
澤爾莫（聲：铃木黎子）
白魔女一族長老，一位老婆婆，可透過水晶看到想看到的人、事、物。

### 狼人一族
擁有強大邪紋可變身為狼，擁有極其強大自癒能力。
克拉拉（聲：澤海陽子）
狼人一族族長，且為伊恩、露娜、艾瑪母親，希望為孩子們創造沒有混沌的和平未來。為解救被黑魔女雅娜抓走的雙胞胎女兒隻身與黑魔女身旁兩支惡魔戰鬥，右手因戰鬥受傷，在提歐及希露卡到達時解救女兒成功，阻止黑魔女逃離未果，正面被黑魔法擊中傷重不治。
伊恩（聲：鈴木達央）
艾瑪與露娜的哥哥，認為母親的死是吸血鬼王迪米特里耶及黑魔女雅娜造成，誓言要找到迪米特里耶和雅娜並血償。
基多（聲：間島淳司）
狼人一族，伊恩的弟弟，艾瑪與露娜的哥哥。
艾瑪（聲：鈴木實里）
狼人一族，與露娜為雙胞胎，因等待母親而被黑魔女雅娜抓走，誓言要黑魔女雅娜為母親的死血償。現為提歐身邊女僕由艾文教導，並與一行人一同作戰。西斯迪納解放戰中被黑魔女雅娜引開戰場，並與其招換出之惡魔戰鬥，與露娜合作重傷雅娜，阻止雅娜討跑未果。與提歐一行成功解放西斯迪娜後趕回大陸。
露娜（聲：中島愛）
狼人一族，與艾瑪為雙胞胎，因等待母親而被黑魔女雅娜抓走，誓言要黑魔女雅娜為母親的死血償。現為提歐身邊女僕由艾文教導，並與一行人一同作戰。西斯迪納解放戰中被黑魔女雅娜引開戰場，並與其招換出之惡魔戰鬥，與艾瑪合作重傷雅娜，阻止雅娜討跑未果。與提歐一行成功解放西斯迪娜後趕回大陸。

### 吸血鬼一族
其邪紋擁有不死能力。
迪米特里耶（聲：野泽聪）
吸血鬼之王，給人一種慵懶隨意感，希望回歸黑暗混沌時代（表面上說為了能一直擁有邪紋力量不然自己就會死亡，但背後似乎有其他原因），被希露卡質疑大聖堂慘劇主使者時一度散發出殺氣，後表明不喜歡戰鬥便率領其吸血鬼離開城堡不知去向。

## 出版書籍

### 小說
| 卷數 | 日文標題 | 中文標題              | 富士見書房     | 富士見書房             | 台灣角川       | 台灣角川               | 天闻角川      | 天闻角川               |
| 卷數 | 日文標題 | 中文標題              | 發售日期       | ISBN                   | 發售日期       | ISBN                   | 發售日期      | ISBN                   |
| ---- | -------- | --------------------- | -------------- | ---------------------- | -------------- | ---------------------- | ------------- | ---------------------- |
| 1    |          | 虹之魔女希露卡        | 2013年8月20日  | ISBN 978-4-04-071114-0 | 2014年12月24日 | ISBN 978-986-366-081-1 | 2018年4月     | ISBN 978-7-106-04906-5 |
| 2    |          | 永夜城主與狼人女王    | 2013年12月20日 | ISBN 978-4-04-712978-8 | 2015年6月6日   | ISBN 978-986-366-539-7 | 2018年7月     | ISBN 978-7-106-04936-2 |
| 3    |          | 白堊的公子            | 2014年7月19日  | ISBN 978-4-04-070199-8 | 2015年9月12日  | ISBN 978-986-366-696-7 | 2018年8月10日 |                        |
| 4    |          | 漆黑的公女            | 2015年1月20日  | ISBN 978-4-04-070200-1 | 2016年3月18日  | ISBN 978-986-366-998-2 |               |                        |
| 5    |          | 西詩提那的解放者 (上) | 2015年7月18日  | ISBN 978-4-04-070650-4 | 2017年3月20日  | ISBN 978-986-473-528-0 |               |                        |
| 6    |          | 西詩提那的解放者 (下) | 2015年12月19日 | ISBN 978-4-04-070649-8 | 2017年5月17日  | ISBN 978-986-473-659-1 |               |                        |
| 7    |          | 雙雄之道              | 2016年5月20日  | ISBN 978-4-04-070885-0 | 2018年2月12日  | ISBN 978-957-564-044-6 |               |                        |
| 8    |          | 覺悟的戰場            | 2016年11月19日 | ISBN 978-4-04-070886-7 | 2018年5月23日  | ISBN 978-957-564-189-4 |               |                        |
| 9    |          | 決戰時刻              | 2017年10月20日 | ISBN 978-4-04-070887-4 | 2019年5月8日   | ISBN 978-957-564-915-9 |               |                        |
| 10   |          | 初代皇帝提歐          | 2018年3月20日  | ISBN 978-4-04-072648-9 | 2019年5月8日   | ISBN 978-957-564-923-4 |               |                        |

| 日文標題 | 中文標題                             | 富士見書房    | 富士見書房             | 東立出版社    | 東立出版社             |
| 日文標題 | 中文標題                             | 發售日期      | ISBN                   | 發售日期      | ISBN                   |
| -------- | ------------------------------------ | ------------- | ---------------------- | ------------- | ---------------------- |
|          | 皇帝聖印 異境之戰 無色聖女與蒼焰劍士 | 2013年9月20日 | ISBN 978-4-82-913941-7 | 2014年11月6日 | ISBN 978-986-382-204-2 |

### 漫畫
| 集數 | 白泉社         | 白泉社                 | 東立出版社    | 東立出版社             |
| 集數 | 發售日期       | ISBN                   | 發售日期      | ISBN                   |
| ---- | -------------- | ---------------------- | ------------- | ---------------------- |
| 1    | 2017年2月28日  | ISBN 978-4-592-14785-5 | 2019年3月21日 | ISBN 978-957-261-615-4 |
| 2    | 2017年10月27日 | ISBN 978-4-592-14786-2 |               | ISBN 978-957-261-616-1 |
| 3    | 2017年12月26日 | ISBN 978-4-592-14787-9 |               | ISBN 978-957-261-617-8 |
| 4    | 2018年5月29日  | ISBN 978-4-592-14788-6 |               | ISBN 978-957-261-618-5 |
| 5    | 2018年12月26日 | ISBN 978-4-592-14789-3 |               | ISBN 978-957-262-599-6 |
| 6    | 2019年5月29日  | ISBN 978-4-592-14790-9 |               | ISBN 978-957-263-577-3 |
| 7    | 2019年8月26日  | ISBN 978-4-592-14898-2 |               |                        |

## 電視動畫

### 製作人員
- 原作：水野良（Fantasia文庫（KADOKAWA）刊）
- 原作插畫：深遊
- 系列構成：水野良、矢野俊策
- 監督：畠山守
- 劇本：Writeworks
- 角色設計：矢向宏志
- 音樂：菅野祐悟
- 音響監督：岩浪美和
- 動畫製作：A-1 Pictures

### 主題曲
片頭曲
《starry》(第1~12話)
作詞：小池由朗，作曲：田村琢朗，編曲：伊藤翼，主唱：綾野真白
《凛》(第13話~24話)
作詞/作曲/編曲：重永亮介，主唱：ASCA
片尾曲
《PLEDGE》(第2~12話)
作詞、作曲、編曲：Saku，主唱：ASCA
《衝動》(第13話~24話)
作詞：はるきねる，作曲：綿貫佳明，編曲：溝口雅大，主唱：綾野真白

### 各話列表
| 話數     | 日文標題 | 中文標題         | 劇本              | 分鏡           | 演出            | 作畫監督 | 總作畫監督        | 動作監督       | 改編原著小說   |
| -------- | -------- | ---------------- | ----------------- | -------------- | --------------- | --- | ----------------- | -------------- | -------------- |
| 第1話    |          | 契約             | 中本宗應          | 畠山守         | 畠山守          | 矢向宏志、川村夏生 木藤貴之、石川洋一                                                                                | 矢向宏志          | 古市佳祐       | 第一卷         |
| 第2話    |          | 野心             | 木澤行人          | 神戶洋行       | 飛田剛          | 石川洋一、前澤弘美                                                                                                   | 八尋裕子          | 西岡忍         | 第一卷         |
| 第3話    |          | 戰旗             | 中本宗應          | 青柳隆平       | 青柳隆平        | 小室裕一郎、井元一彰 加藤明日美                                                                                      | 八尋裕子          | 西岡忍         | 第一卷         |
| 第4話    |          | 決斷             | 木澤行人          | 德田大貴       | 德田大貴        | 川崎玲奈、德田大貴                                                                                                   | 矢向宏志          | 德田大貴       | 第一卷         |
| 第5話    |          | 常闇之森         | 菅原雪繪          | 小原正和       | 飛田剛          | 嵐山大二郎、小野田貴之 袴田裕二                                                                                      | 矢向宏志          | 古市佳祐       | 第二卷         |
| 第6話    |          | 進軍             | 菅原雪繪          | 木村延景       | 木村延景        | 針場裕子、石崎夏海 小室裕一郎、袴田裕二 木藤貴之                                                                     | 八尋裕子          | -              | 第三卷         |
| 第7話    |          | 白堊的公子       | 菅原雪繪          | 小原正和       | 久保太郎        | 山田俊太郎、加藤明日美 小野田貴之、木下由衣                                                                          | 八尋裕子          | -              | 第三卷         |
| 第8話    |          | 會議舞動         | 高山淳史 木澤行人 | 畠山守         | 菱川直樹        | 張紹偉 | 矢向宏志          | -              | 第三卷         |
| 第9話    |          | 漆黑的公女       | 中本宗應          | 南川達馬       | 南川達馬        | 前澤弘美、加藤明日美 中島里惠                                                                                        | 矢向宏志          | 西岡忍         | 第四卷         |
| 第10話   |          | 背叛之刀刃       | 貓田幸 中本宗應   | 青柳隆平       | 青柳隆平        | 井元一彰、石川洋一                                                                                                   | 八尋裕子          | 古市佳祐       | 第四卷         |
| 第11話   |          | 獨角獸城，陷落   | 木澤行人          | 德田大貴       | 德田大貴        | 川崎玲奈、德田大貴                                                                                                   | 德田大貴          | 德田大貴       | 第四卷         |
| 第11.5話 |          | 回憶             | 1~11話的總合集    | 1~11話的總合集 | 1~11話的總合集  | 1~11話的總合集 | 1~11話的總合集    | 1~11話的總合集 | 1~11話的總合集 |
| 第12話   |          | 條約結成         | 木澤行人          | 小原正和       | 飛田剛          | 野間聰司、鎌田均 小室裕一郎、袴田裕二                                                                                | 矢向宏志          | 西岡忍         | 第五~六卷      |
| 第13話   |          | 回家鄉           | 木澤行人          | 畠山守         | 飛田剛          | 木藤貴之、川村夏生 軍曹、藤岡智                                                                                      | 矢向宏志          | 小澤和則       | 第五~六卷      |
| 第14話   |          | 西詩提那的解放者 | 貓田幸            | 青柳隆平       | 蒼柳智大        | 前澤弘美、井元一彰 石川洋一、加藤明日美                                                                              | 矢向宏志          | 西岡忍         | 第五~六卷      |
| 第15話   |          | 凱旋             | 高山淳史 中本宗應 | 今泉賢一       | 杉村苑美        | 山田俊太郎、鎌田均 佐藤好                                                                                            | 矢向宏志          | 古市佳祐       | 第五~六卷      |
| 第16話   |          | 前哨             | 中本宗應          | 木村延景       | 木村延景        | 野間聰司、小室裕一郎 岡崎伸浩、軍曹                                                                                  | 矢向宏志          | -              | 第五~六卷      |
| 第17話   |          | 雙雄             | 中本宗應          | 徳田大貴       | 徳田大貴        | 徳田大貴、木藤貴之 岩井優器、井元一彰                                                                                | 徳田大貴          | 徳田大貴       | 第七卷         |
| 第18話   |          | 盟主             | 猫田幸            | 所智一         | 嵯峨敏          | 川﨑玲奈、山村俊了 山崎浩平                                                                                          | 矢向宏志          | -              | 第七卷         |
| 第19話   |          | 公子覺醒         | 中本宗應          | 小原正和       | こさや 久保太郎 | 小田真弓、飯飼一幸 佐藤好、木藤貴之 袴田裕二                                                                         | 矢向宏志          | -              | 第七卷         |
| 第20話   |          | 三勢力會戰       | 木澤行人          | 畠山守         | 飛田剛          | 川村夏生、針場裕子 野間聡司、軍曹                                                                                    | 矢向宏志          | 古市佳祐       | 第八卷         |
| 第21話   |          | 肅清             | 中本宗應          | 杉村苑美       | 杉村苑美        | 山田俊太郎、鎌田均 石川洋一                                                                                          | 八尋裕子 矢向宏志 | -              | 第八卷         |
| 第22話   |          | 聖杯             | 中本宗應          | 青柳隆平       | 飛田剛          | 川村夏生、佐藤好 木藤貴之、井元一彰 軍曹                                                                             | 矢向宏志          | -              | 第八卷         |
| 第23話   |          | 城壁             | 中本宗應          | 徳田大貴       | 徳田大貴        | 川崎玲奈、德田大貴                                                                                                   | 德田大貴          | 德田大貴       | 第九卷         |
| 第24話   |          | 皇帝聖印         | 中本宗應          | 畠山守         | 畠山守 木村延景 | 矢向宏志、木藤貴之 徳田大貴、石川洋一 野間聰司、川村夏生 山田俊太郎、米澤優 佐藤好、井元一彰 軍曹、川崎玲奈 齊藤準一 | 矢向宏志          | -              | 第九卷 第十卷  |

### BD與DVD
| 卷數 | 發售日期       | 收錄話數        | 規格編號      | 規格編號      |
| 卷數 | 發售日期       | 收錄話數        | BD限定版      | DVD限定版     |
| ---- | -------------- | --------------- | ------------- | ------------- |
| 1    | 2018年5月30日  | 第1話 - 第3話   | ANZX-14161/2  | ANZB-14161/2  |
| 2    | 2018年6月27日  | 第4話 - 第6話   | ANZX-14163/4  | ANZB-14163/4  |
| 3    | 2018年7月25日  | 第7話 - 第9話   | ANZX-14165/6  | ANZB-14165/6  |
| 4    | 2018年8月29日  | 第10話 - 第12話 | ANZX-14167/8  | ANZB-14167/8  |
| 5    | 2018年9月26日  | 第13話 - 第15話 | ANZX-14169/70 | ANZB-14169/70 |
| 6    | 2018年10月24日 | 第16話 - 第18話 | ANZX-14171/2  | ANZB-14171/2  |
| 7    | 2018年11月28日 | 第19話 - 第21話 | ANZX-14173/4  | ANZB-14173/4  |
| 8    | 2018年12月26日 | 第22話 - 第24話 | ANZX-14175/6  | ANZB-14175/6  |

### 播放電視台
日本深夜動畫：下文記載的日本国内播放時間使用日本標準時間（UTC+9）表示。因為部分時間标识會採用30小时制，因此請留意这类超过24:00的时间，其實際播放時間為翌日清晨。
| 播放日期        | 播放時間                 | 播放電視台               | 播放區域   | 備註                             |
| --------------- | ------------------------ | ------------------------ | ---------- | -------------------------------- |
| 2018年1月5日 -  | 星期五深夜 24:00 - 24:30 | 東京都會電視台(TOKYO MX) | 東京都     |                                  |
|                 |                          | 栃木電視台               | 栃木縣     |                                  |
|                 |                          | 群馬電視台               | 群馬縣     |                                  |
|                 |                          | 日本BS放送(BS11)         | 日本全域   | 製作参加 / 衛星電視 / ANIME+節目 |
| 2018年1月09日 - | 星期二深夜 26:35 - 27:05 | 愛知電視台               | 愛知縣     |                                  |
| 2018年1月10日 - | 星期三深夜 26:45 - 27:15 | ABC電視台                | 近畿廣域圏 | 星期三動畫第2部                  |
| 2018年1月12日 - | 星期五晚上 22:00 - 22:30 | AT-X                     | 日本全域   | 衛星電視 / 有重播節目            |

## 備註
1. ↑  前12話於2018年4月3日一同上架，並從13話起與日同步跟播。
2. ↑  前14話於2018年4月18日一同上架，並從15話起與日同步跟播。

## 外部連結
- （日語） 《皇帝聖印戰記》作品介紹頁面 （页面存档备份，存于）
- （日語） 電視動畫《皇帝聖印戰記》官方網站 （页面存档备份，存于）
- （日語） 電視動畫《皇帝聖印戰記》 AT-X電視台 節目時間專頁 （页面存档备份，存于）
- （日語） 電視動畫《皇帝聖印戰記》的X（前Twitter）
- （繁體中文） 電視動畫《皇帝聖印戰記》 巴哈姆特動畫瘋正版直播專題 （页面存档备份，存于）